# Пежо тип 76
Пежо тип 76 (фр. Peugeot Type 76) је моторно возило произведено 1905. од стране француског произвођача аутомобила Пежо у њиховој фабрици у Лилу. У том раздобљу је укупно произведено 32 јединице.
Возило покреће четвороцилиндрични четворотактни мотор који је постављен напред, а преко ланчаног преноса је пренет погон на задње точкове. Његова максимална снага била је 30 КС и запремине 6.371 cm³.
Тип 76 је произведен у три варијанте 76, 76 А, и 76 Б са међуосовинским растојањем 308 цм и размаком точкова 145 цм. Облик каросерије је дупли фетон и има места за четири до пет особа.